# 유프 데어발
요제프 “유프” 데어발(독일어: Josef "Jupp" Derwall, 1927년 3월 10일 ~ 2007년 6월 26일)은 독일의 축구 선수 및 감독이다. 1978년에서 1984년까지 서독 축구 국가대표팀의 감독을 역임했으며 특유의 머리 스타일에서 유래된 "은색 곱슬머리 족장"(독일어: Häuptling Silberlocke 호이프틀링 질버로케[*])이라는 별명으로 부르기도 했다.

## 선수 경력
1938년에 레나니아 뷔르젤렌에 입단하면서 축구 선수로 데뷔했으며 선수 시절에는 미드필더, 공격수로 활동했다. 1949년에는 알레마니아 아헨으로 이적했고 1953년에는 알레마니아 아헨의 DFB-포칼 준우승을 이끌었다. 1953년에는 포르투나 뒤셀도르프로 이적했고 1958년에는 포르투나 뒤셀도르프의 DFB-포칼 준우승을 이끌었다. 1954년에는 제프 헤르베르거 감독에 의해 서독 축구 국가대표팀 선수로 발탁되어 2경기에 출전했지만 스위스에서 개최된 1954년 FIFA 월드컵에 참가한 서독 축구 국가대표팀 명단에는 포함되지 않았다.

## 감독 경력
1959년부터 1961년까지 스위스의 축구 클럽인 FC 빌-비엔에서 선수 겸 감독으로 활동했으며 1961년부터 1962년까지 FC 샤프하우젠에서 선수 겸 감독으로 활동했다. 1962년부터 1963년까지 포르투나 뒤셀도르프의 감독을 역임했고 1962년에는 포르투나 뒤셀도르프의 DFB-포칼 준우승을 이끌었다. 1965년에는 1. FC 자르브뤼켄의 감독을 역임했다.
1970년에는 헬무트 쇤 감독으로부터 우도 라테크와 함께 서독 축구 국가대표팀의 보조 코치로 임명되었지만 서독은 1972년 뮌헨 하계 올림픽 축구 8강전에서 탈락하고 만다. 헬무트 쇤 감독이 아르헨티나에서 개최된 1978년 FIFA 월드컵 이후에 사임하면서 데어발은 서독 축구 국가대표팀의 감독으로 임명되었다. 서독은 이탈리아에서 개최된 UEFA 유로 1980에서 우승을 차지했으며 특히 대회 득점왕에 오른 클라우스 알로프스 선수의 활약이 눈에 띄었다.
서독은 스페인에서 개최된 1982년 FIFA 월드컵에서 알제리와의 조별 예선 첫 경기에서 1-2로 패배하면서 불안한 출발을 기록했다. 서독은 오스트리아와의 조별 예선 마지막 경기에서 1-0으로 승리하면서 2차 리그에 진출했으나 "히혼의 수치"라고 부를 정도로 오스트리아와의 승부 조작 의혹을 부르기도 했다. 프랑스와의 준결승전 경기에서는 1-3으로 지고 있다가 3-3 동점을 만든 다음에 승부차기 끝에 프랑스를 누르고 결승전에 진출했을 정도로 많은 화제를 낳았다. 서독은 이탈리아와의 결승전에서 1-3으로 패배하면서 준우승을 차지했지만 카를하인츠 루메니게, 파울 브라이트너 선수의 활약이 눈에 띄었다. 서독은 프랑스에서 개최된 UEFA 유로 1984에 참가했지만 조별 예선에서 1승 1무 1패로 탈락하고 만다.

## 갈라타사라이와의 인연
데어발은 1984년부터 1987년까지 터키의 축구 클럽인 갈라타사라이의 감독을 역임하던 동안에 터키 쉬페르리그 1회 우승, 튀르키예 쿠파스 1회 우승을 경험했다. 데어발은 이스탄불에서 서유럽의 축구 훈련 기술과 터키의 축구 전술 구상을 결합시킨 새로운 축구 방식을 소개했을 정도로 터키의 축구에 부흥의 계기를 마련했고 터키의 축구계에서 혁명가라는 평가를 받았다.
갈라타사라이 감독을 끝으로 은퇴한 데어발은 독일과 터키 양국 간의 관계 발전에 중대한 기여를 했다는 평가를 받았다. 특히 터키 앙카라에 위치한 하제테페 대학교로부터는 명예 박사 학위를 받았고 독일 정부로부터는 독일연방공화국 1급 연방공로십자장을 받았다. 1991년부터 심근 경색으로 인해 투병 생활을 했으며 2007년 6월 26일에 향년 80세를 일기로 사망했다. 갈라타사라이는 데어발이 사망한 이후에 훈련장에 그의 이름을 따서 명명했다.